# Club Esportiu Constància
Il Club Esportiu Constància è una società calcistica con sede presso Inca, nelle Isole Baleari, in Spagna. 
Gioca nella Segunda División B, la terza serie del campionato spagnolo.

## Tornei nazionali
- 1ª División: 0 stagioni
- 2ª División: 11 stagioni
- 2ª División B: 3 stagioni
- 3ª División: 52 stagioni

## Stagioni
| Stagioni | Categoria | Posizione |
| -------- | --------- | --------- |
| 1939/40  | 2ª        | 5°        |
| 1940/41  | 3ª        | 1°        |
| 1941/42  | 2ª        | 4°        |
| 1942/43  | 2ª        | 3°        |
| 1943/44  | 2ª        | 4°        |
| 1944/45  | 2ª        | 12°       |
| 1945/46  | 3ª        | 2°        |
| 1946/47  | 3ª        | 5°        |
| 1947/48  | 3ª        | 6°        |
| 1948/49  | 3ª        | 7°        |
| 1949/50  | 3ª        | 15°       |
| 1950/51  | 3ª        | 14°       |
| 1951/52  | Cat. reg. | —         |
| 1952/53  | Cat. reg. | —         |
| 1953/54  | 3ª        | 9°        |
| 1954/55  | 3ª        | 2°        |
| 1955/56  | 3ª        | 8°        |
| 1956/57  | 3ª        | 5°        |
| 1957/58  | 3ª        | 3°        |
| 1958/59  | 3ª        | 2°        |

| Stagioni | Categoria | Posizione |
| -------- | --------- | --------- |
| 1959/60  | 3ª        | 9°        |
| 1960/61  | 3ª        | 2°        |
| 1961/62  | 3ª        | 1°        |
| 1962/63  | 2ª        | 12°       |
| 1963/64  | 2ª        | 10°       |
| 1964/65  | 2ª        | 13°       |
| 1965/66  | 2ª        | 13°       |
| 1966/67  | 2ª        | 14°       |
| 1967/68  | 2ª        | 16°       |
| 1968/69  | 3ª        | 17°       |
| 1969–74  | Cat. reg. | —         |
| 1974/75  | 3ª        | 3°        |
| 1975/76  | 3ª        | 10°       |
| 1976/77  | 3ª        | 15°       |
| 1977/78  | 3ª        | 12°       |
| 1978/79  | 3ª        | 11°       |
| 1979/80  | 3ª        | 4°        |
| 1980/81  | 3ª        | 2°        |
| 1981/82  | 3ª        | 2°        |
| 1982/83  | 3ª        | 1°        |

| Stagioni | Categoria | Posizione |
| -------- | --------- | --------- |
| 1983/84  | 3ª        | 1°        |
| 1984/85  | 3ª        | 8°        |
| 1985/86  | 3ª        | 5°        |
| 1986/87  | 3ª        | 4°        |
| 1987/88  | 2ªB       | 17°       |
| 1988/89  | 3ª        | 8°        |
| 1989/90  | 3ª        | 17°       |
| 1990/91  | Cat. reg. | —         |
| 1991/92  | Cat. reg. | —         |
| 1992/93  | 3ª        | 15°       |
| 1993/94  | 3ª        | 8°        |
| 1994/95  | 3ª        | 11°       |
| 1995/96  | 3ª        | 5°        |
| 1996/97  | 3ª        | 1°        |
| 1997/98  | 3ª        | 2°        |
| 1998/99  | 3ª        | 1°        |
| 1999/00  | 3ª        | 2°        |
| 2000/01  | 3ª        | 5°        |
| 2001/02  | 3ª        | 3°        |

| Stagioni | Categoria | Posizione |
| -------- | --------- | --------- |
| 2002/03  | 3ª        | 2°        |
| 2003/04  | 3ª        | 6°        |
| 2004/05  | 3ª        | 1°        |
| 2005/06  | 3ª        | 13°       |
| 2006/07  | 3ª        | 15°       |
| 2007/08  | 3ª        | 6°        |
| 2008/09  | 3ª        | 10°       |
| 2009/10  | 3ª        | 3°        |
| 2010/11  | 3ª        | 3°        |
| 2011/12  | 3ª        | 1°        |
| 2012/13  | 2ªB       | 17º       |

## Palmarès

### Competizioni nazionali
- Tercera División: 8

1940-1941, 1961-1962, 1982-1983, 1983-1984, 1996-1997, 1998-1999, 2004-2005, 2011-2012

### Altri piazzamenti
- Segunda División:

Terzo posto: 1942-1943 (gruppo II), 1943-1944
- Tercera División:

Secondo posto: 1945-1946, 1954-1955, 1958-1959, 1960-1961, 1980-1981, 1981-1982, 1997-1998, 1999-2000, 2002-2003
Terzo posto: 1957-1958, 1974-1975, 2001-2002, 2009-2010, 2010-2011
- Tercera Federación:

Secondo posto: 2024-2025 (gruppo 11)